# حقوق الإنسان في جامايكا
حقوق الإنسان في جامايكا هي جزء من عملية مستمرة لتحقيق التنمية الاجتماعية والاقتصادية والسياسية، في ظل مجموعة من التحديات التي تشمل الفقر المرتفع، انتشار العنف، تقلب الظروف الاقتصادية، ونقص تمثيل المواطنين بشكل كافٍ.
جامايكا، كدولة ديمقراطية برلمانية دستورية، لديها مؤسسات وهياكل تهدف إلى حماية حقوق الإنسان، لكنها تواجه عقبات تاريخية واجتماعية معقدة. لفهم الوضع الراهن لحقوق الإنسان في جامايكا، يجب أخذ السياق التاريخي في الاعتبار، بما في ذلك إرث الاستعمار والعبودية، الذي أثر بشكل كبير على تشكيل نظام الحكم الحالي والاقتصاد الوطني.
التحديات المستمرة تستدعي ضرورة تطوير سياسات أكثر شمولًا لمعالجة القضايا الهيكلية، مثل تحسين الوصول إلى التعليم والرعاية الصحية، وتعزيز الأمن العام، وزيادة الشفافية في المؤسسات الحكومية لضمان تمثيل ومشاركة أفضل للمواطنين في الحياة السياسية والاجتماعية.

## تاريخ

#### المارون الجامايكي
خلال الحقبة الاستعمارية، منذ عام 1512، كان العبيد الأفارقة الذين فروا من الغزاة الإسبان وانضموا إلى السكان الأصليين للأراضي التي واجهوها يطلق عليهم اسم "المارون". كان العبيد الذين هجروا المستعمرين الإسبان في عام 1655 بعد احتلال المستعمرين البريطانيين لجامايكا معروفين باسم المارون الجامايكيين. هؤلاء العبيد الذين تمكنوا من الفرار إلى حريتهم أصبحوا مجموعات مستقلة أنشأت مجتمعاتها السيادية الخاصة واندمجت في العديد من المجموعات غير المتجانسة التي حافظت على حكمها الذاتي المحدود.
في عام 1738، وبعد الانتفاضات الكبرى والغارات العنيفة على المزارع، وافقت الطوائف الرئيسية من مجتمعات المارون على معاهدات محددة مع البريطانيين تسمح لهم بقدر محدود من الحكم الذاتي والأراضي.
إن الصراع والتمرد الذي أدى إلى حرب المارون الأولى ثم إلى حرب المارون الثانية أكد على ضرورة التفاوض على معاهدة مع مجتمع المارون المتمرد. كان عدم الاستقرار الاقتصادي مصدر قلق كبير للحكومة في ذلك الوقت والتي أدركت أهمية إخضاع تهديد المارون.

#### العبودية
أدى قانون تجارة الرقيق لعام 1807، الذي أنهى فيه البرلمان البريطاني تجارة الرقيق في المملكة المتحدة، إلى خلق ديناميكية جديدة في جامايكا بين طبقة المزارعين [الإنجليزية] والعبيد المتبقين. ساءت معاملة العبيد الذين يقدر عددهم بنحو 300 ألف في جامايكا، حيث عارضت طبقة المزارعين بشدة تحذير البرلمان البريطاني من معاملة العبيد بطريقة أكثر إنسانية.  كان صموئيل شارب والحرب المعمدانية بمثابة حافز لإجبار الإمبراطورية البريطانية على تركيز المزيد من الاهتمام على القضايا الأخلاقية والعملية المتعلقة بالعبودية. وفي نهاية المطاف تم إقرار قانون إلغاء العبودية عام 1833.
على الرغم من إلغاء العبودية في عام 1833، ظل هناك فشل منهجي في منح المساواة للعبيد المحررين حديثًا. كانت الدوافع الأساسية لبريطانيا واضحة في جهودها المباشرة لتعويض أصحاب العبيد أولاً، الأمر الذي منحها القدرة على إملاء مؤسسات مثل التدريب المهني لمدة ست سنوات.
في عام 1865، شكلت ثورة خليج مورانت لحظة في تاريخ جامايكا عندما وصل الحوار بين الحكومة والمضطهدين إلى ذروته، بقيادة الشماس المعمداني والناشط بول بوجل . كان هناك ارتباك بين السكان السود الفقراء والسكان المارون فيما يتعلق بموقف المارون الأقوى أثناء الحصار. لقد قيل  أن المارون اتخذوا في النهاية قرارًا بدعم البريطانيين في قمع الانتفاضة على أساس أنهم يريدون البقاء مخلصين للمعاهدات الأصلية بين الحكومة وسكان المارون الأوائل. كان التأثير الاجتماعي لجون ستيوارت ميل على نظام الحكومة الجامايكي عميقًا لأنه ترأس لجنة جامايكا المنحلة الآن، والتي ساعدت في إنشاء عملية ضرورية للتدخل نيابة عن المحكومين والمضطهدين والتي من شأنها أن تضع موضع تساؤل وتحدي ضرورة اتخاذ إجراءات عقابية مفرطة ضد المعارضة؛ وفي النهاية، ساعد هذا في تعزيز الشعور المتزايد بحرية التعبير.

## سياسة

#### التطورات السياسية
كان للسير جون بيتر جرانت والسير هنري وايل نورمان دور مهم في إعادة تشكيل هيكل الحكومة في جامايكا. ساعدت أدوارهم في إعادة هيكلة وإصلاح نظام الحكومة البريطانية في تحديث جامايكا وتمهيد الطريق لنظام حزبي مستقل جديد.
- في ثلاثينيات القرن العشرين، ومع تصاعد نشاط النقابات العمالية ومنظمي العمال، بدأت الحركة العمالية في جامايكا تلعب دورًا حيويًا في تحقيق مكاسب سياسية واقتصادية. أدى هذا الحراك إلى ظهور نظام سياسي احتكاري ثنائي تسيطر عليه حزبان رئيسيان يمثلان مصالح العمال:

1. حزب الشعب الوطني (PNP): تأسس في عام 1938 تحت قيادة نورمان مانلي. وكان الحزب يتمتع بتوجه اشتراكي إصلاحي وسعى لتحقيق العدالة الاجتماعية والاقتصادية.
2. حزب العمال الجامايكي (JLP): تأسس في عام 1943 بقيادة ألكسندر بوستامانتي. تبنى الحزب سياسات تهدف إلى تحسين الظروف المعيشية للعمال مع توجهات أكثر محافظة.

- أربعينيات القرن العشرين: سيطر حزب العمال الجامايكي وحكومة بوستامانتي على أغلبية السلطة في الحكومة ذات الحكم الذاتي المحدود. كانت هذه الحكومة خاضعة لإشراف المكتب الاستعماري البريطاني والحاكم العام لجامايكا.
- عام 1955: تمكن حزب الشعب الوطني بقيادة مانلي من استعادة الأغلبية، مما مثل تحولًا في الديناميكيات السياسية للجزيرة.

- الاستفتاء على الاتحاد: في عام 1961، تم التصويت على مستقبل جامايكا السياسي. كان نورمان مانلي وحزب الشعب الوطني يدعمان فكرة اتحاد الكاريبي، الذي يهدف إلى تشكيل كيان فيدرالي من المستعمرات البريطانية في المنطقة.
- قرار الاستقلال: فضل معظم الجامايكيين، بدعم من ألكسندر بوستامانتي وحزب العمال الجامايكي، خيار الاستقلال الكامل عن بريطانيا بدلاً من الانضمام إلى الاتحاد.

نتج عن هذا الاستفتاء وضع جامايكا على مسار الحصول على الاستقلال التام في عام 1962، لتصبح دولة ذات سيادة تحت مظلة الكومنولث البريطاني.

#### الاستقلال عن المملكة المتحدة
في عام 1962، أصبحت جامايكا دولة مستقلة مع بقائها ضمن الكومنولث البريطاني. تم تعيين ألكسندر بوستامانتي كأول رئيس وزراء للبلاد. وشهدت السبعينيات ارتفاعًا في معدلات الجريمة بسبب الاستقطاب بين الحزبين الرئيسيين. كان الفساد في الشرطة في ازدياد وكان المناخ السياسي في حالة من الفوضى.
في عام 1972، استعاد حزب الشعب الوطني السلطة مع تعيين مايكل مانلي رئيساً للوزراء. بعد انتخابه، انطلقت جامايكا في مهمة لتعزيز وتنمية مجتمع أكثر عدلاً ومساواة. وشهد عام 1976 صدور مجموعة مهمة من القوانين التي ساعدت على التركيز بشكل أكبر على تعزيز حقوق الإنسان. كان قانون وضع الأطفال لعام 1976 والتعديل الذي تم إجراؤه لمنح المرأة الجامايكية حقوقًا مساوية لحقوق الرجل بمثابة لحظات فاصلة في تاريخ حقوق الإنسان في جامايكا.

## الأحداث الرئيسية

#### التشريعات المثيرة للجدل
في عام 1974، تم إقرار قانون محكمة الأسلحة وقوانين قمع الجريمة تحت إشراف رئيس الوزراء مايكل مانلي. ساهمت سياسات الهجرة القمعية التي تنتهجها الولايات المتحدة تجاه الرعايا الأجانب في زيادة النقابية غير القانونية في جامايكا.

#### عنف الشرطة
كانت فضيحة "أناس الشوارع" في مونتيغو باي محاولة تآمرية من قبل مجلس أبرشية سانت جيمس باستخدام شاحنة ورجال إنفاذ القانون لنقل مجموعات من المشردين في مونتيغو باي سراً إلى أبرشية سانت إليزابيث ليتم إلقاؤهم بالقرب من بحيرة طينية.
تظل عمليات قتل المدنيين على يد الشرطة في جامايكا موضوعًا مهمًا في مناقشة حقوق الإنسان. منذ عام 2000، من بين ما يقدر بنحو 3000 حالة وفاة مرتبطة بالشرطة، تمت إدانة اثنين فقط من ضباط الشرطة بتهمة القتل.  هذه الإحصائية غير معقولة نظرا لعدم اتباع الإجراءات السليمة أثناء التحقيق. وكما ذكرت منظمة العفو الدولية ، فإن حكومة جامايكا تواصل تعزيز "ثقافة الخوف" في ظل الإفلات من العقاب الذي تتمتع به أجهزة إنفاذ القانون.
في 14 مارس 2001، اكتسب إطلاق النار الذي وقع في منزل على أطراف كينغستون، جامايكا، اهتمامًا إعلاميًا بعد أن أطلق الضباط النار على سبعة شبان في المنزل وقتلوهم.

## حقوق المثليين
اللواط في جامايكا جريمة يمكن أن تؤدي إلى السجن مع الأشغال الشاقة لمدة تصل إلى 10 سنوات، ولكن القانون في كثير من الأحيان لا يتم تطبيقه. السلوك الجنسي بين النساء قانوني. ومع ذلك، تلقت منظمة العفو الدولية تقارير عن أعمال عنف ضد المثليات، بما في ذلك الاغتصاب وغيره من أشكال العنف الجنسي. وتشير التقارير إلى أن المثليات تعرضن للاعتداء على أساس مظهرهن الجسدي "الرجولي" أو "علامات" جنسية مرئية أخرى. تأتي بعض التقارير عن حالات الاختطاف والاغتصاب من مجتمعات المناطق الداخلية من المدن، حيث أعربت المنظمات غير الحكومية المحلية عن قلقها إزاء ارتفاع حالات العنف ضد المرأة. 
وُصفت جامايكا من قبل بعض جماعات حقوق الإنسان بأنها الدولة الأكثر كراهية للمثليين في العالم بسبب المستوى المرتفع للجرائم العنيفة الموجهة ضد الأشخاص المثليين.  قالت وزارة الخارجية الأمريكية أنه في عام 2012، "كان رهاب المثلية الجنسية منتشرًا على نطاق واسع في البلاد.